# IC 1308
IC 1308 — галактика типу GxyP (частина галактики) у сузір'ї Стрілець.
Цей об'єкт міститься в оригінальній редакції індексного каталогу.